# Карлен, Октавия
Мария Октавия Карлен (швед. Maria Octavia Carlén; 22 ноября 1828, Скара — 30 января 1881, Стокгольм) — шведская писательница.

## Биография и творчество
Октавия Карлен родилась в Скаре в 1828 году. Её родителями были Карл Габриэль и Мария Карлен. Старший брат Октавии, Юхан Габриэль, был женат на писательнице Эмилии Флюгаре-Карлен. Другой её брат, Рикард, женился на дочери Эмилии Розе, которая также была писательницей. Сама Октавия замужем не была.
Братья Октавии увлекались литературой, и сама она также рано начала писать. Как и многие женщины-литераторы того времени, вначале она печаталась в популярных журналах. Её литературное наследие весьма обширно и делится на две основные категории: книги по истории и художественная проза. Её описания исторических мест использовались в Швеции в качестве путеводителей. Так, в 1861 году Октавия Карлен опубликовала книгу о Дроттнингхольме, в 1862 году — об исторических памятниках Готланда. Впоследствии она также неоднократно писала о различных старых замках, а в 1866 году опубликовала небольшой путеводитель по недавно проложенной железной дороге от Стокгольма до Уппсалы. В 1869 году, побывав в Гётеборге, она опубликовала путеводитель по этому городу.
Что касается художественной литературы, то первой публикацией Октавии Карлен стал вышедший в 1859 году сборник поэзии и прозы «Ny och nedan, poemer och noveller». За ним последовали другие в том же роде; в промежутках писательница публиковала отдельные рассказы на исторические сюжеты, в которых присутствовала также романтическая линия.
Октавия Карлен умерла в 1881 году в Стокгольме.